# Mark Shuttleworth
Mark Shuttleworth (ur. 18 września 1973 w Welkom, prowincja Free State) – południowoafrykański przedsiębiorca, który zasłynął jako pierwszy południowoafrykański astronauta i drugi na świecie kosmiczny turysta.
Obecnie mieszka na Wyspie Man.

## Działalność
Mark Shuttleworth studiował na Uniwersytecie Kapsztadzkim i ukończył go z tytułem magistra. Sukces finansowy osiągnął prowadząc działalność w dziedzinie bezpieczeństwa internetowego i spekulacji finansowych. Zarobiony majątek pozwolił mu na odbycie w roku 2002 lotu na Międzynarodową Stację Kosmiczną na pokładzie rosyjskiego statku kosmicznego w ramach misji Sojuz TM-34 (za sumę 20 milionów dolarów) oraz założenie fundacji Shuttleworth Fundation finansującej programy edukacyjne w Republice Południowej Afryki.
Mark Shuttleworth jest założycielem firmy Canonical Ltd., sponsora biznesowego opartej na Debianie dystrybucji GNU/Linuksa Ubuntu i wielu innych projektów zajmujących się wolnym oprogramowaniem, jak GNOME czy KDE. 12 czerwca 2006, podczas wizyty Shuttlewortha w Polsce, odbyło się z nim spotkanie przeznaczone dla użytkowników Ubuntu i innych osób związanych ze społecznością FLOSS.
W środowisku Open Source znany jest pod pseudonimem sabdfl (z ang. Self-Appointed Benevolent Dictator for Life), używanym przez niego jako nick.

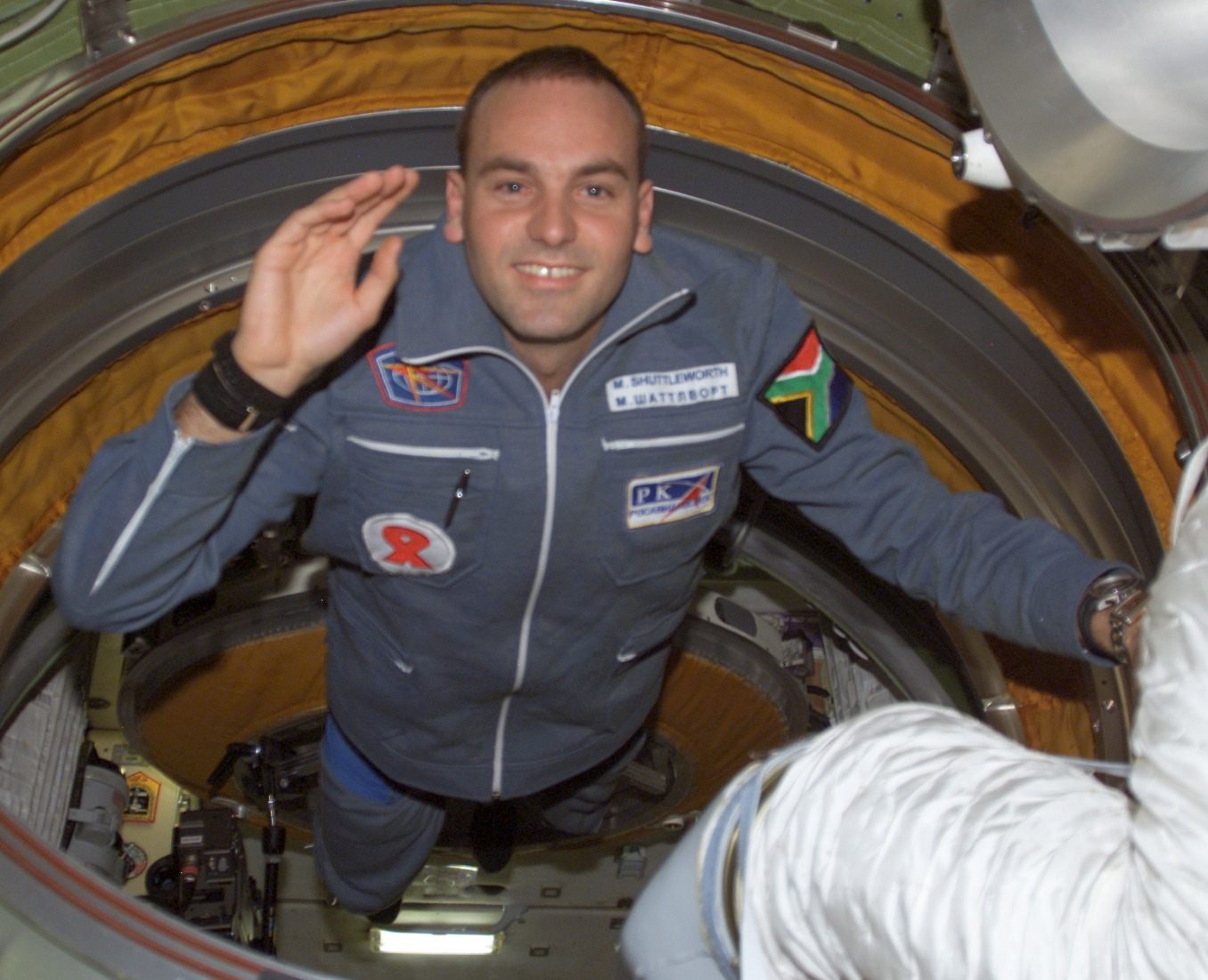
Mark Shuttleworth na stacji kosmicznej

## Lot kosmiczny
Spędził osiem miesięcy na przygotowaniach. Trenował w Gwiezdnym Miasteczku pod Moskwą i w Centrum Kosmicznym imienia Johna F. Kennedy’ego w Houston, nauczył się nawet rosyjskiego.

Mark Shuttleworth wystartował w kosmos 25 kwietnia 2002 roku z kosmodromu Bajkonur na pokładzie Sojuza TM-34. Wraz z nim polecieli Rosjanin Jurij Gidzenko oraz kosmonauta ESA – Włoch Roberto Vittori. Po dwóch dobach lotu statek przycumował do Międzynarodowej Stacji Kosmicznej. Kosmonauci zostali przywitani przez obecną na stacji załogę Ekspedycji 4. Shuttleworth zrealizował mały program badawczy – prowadził badania życia w oceanach oraz biologiczne eksperymenty dotyczące walki z AIDS i innymi chorobami. 5 maja Shuttleworth, Gidzenko i Vittori odcumowali od stacji w kapsule powrotnej Sojuza TM-33, a po kilku godzinach lotu wylądowali w Kazachstanie. Lot trwał 9 dni 21 godzin 25 minut i 5 sekund.
Stowarzyszenie Uczestników Lotów Kosmicznych (Association of Space Explorers) przyznało mu Universal Astronaut Insignia za lot orbitalny (nr 416).